# Lijst van spelers van Legia Warschau
Deze lijst bevat voetballers die bij de Poolse voetbalclub Legia Warschau spelen of gespeeld hebben. De namen zijn alfabetisch gerangschikt.

## A
- Krzysztof Adamczyk
- Waclaw Adamowicz
- Wieslaw Adamski
- Adam Adamus
- Pawel Akimow
- Antoni Amirowicz
- Zbigniew Antolak
- Marijan Antolović
- Henryk Apostel
- Jarosław Araszkiewicz
- Tomasz Arceusz
- Mikel Arruabarrena
- Feliks Aslanowicz
- Iñaki Astiz
- Błażej Augustyn
- Joseph Aziz

## B
- Andrzej Baczynski
- Stanislaw Badowski
- Jaroslaw Bako
- Ryszard Balcerzak
- Mamadou Baldé
- Adam Banasiak
- Jerzy Banaszak
- Janusz Baran
- Dariusz Bayer
- Tadeusz Bednarowicz
- Jacek Bednarz
- Jan Bedryj
- Jan Bem
- Jan Berent
- Stefan Białas
- Zdzislaw Bieniek
- Tomasz Biernacki
- Jaroslaw Biernat
- Stanislaw Bitner
- Tadeusz Blachno
- Bernard Blaut
- Zygfryd Blaut
- Tadeusz Blazejewski
- Jaroslaw Bober
- Jan Boguszewski
- Marcin Bojarski
- Marek Borek
- Marek Borowski
- Artur Boruc
- Ariel Borysiuk
- Oskar Brajter
- Grzegorz Bronowicki
- Piotr Bronowicki
- Stanislaw Brozek
- Lucjan Brychczy
- Kazimierz Buda
- Krzysztof Budka
- Jerzy Bulanow
- Andrzej Buncol
- Marcin Burkhardt
- Pawel Buzdinski

## C
- Alejandro Cabral
- Ireneusz Calski
- Miroslaw Car
- Tomasz Cebula
- Franciszek Cebulak
- Andrzej Cehelik
- Artur Chalas
- Takesure Chinyama
- Marcin Chmiest
- Stanislaw Cholewa
- Dickson Choto
- Jan Ciapara
- Boleslaw Cichecki
- Tadeusz Cieciera
- Lech Cieslak
- Tadeusz Cieslak
- Adam Cieśliński
- Wiesław Cisek
- Józef Ciszewski
- Marek Citko
- Czeslaw Ciupa
- Leslaw Cmikiewicz
- Krzysztof Cuch
- Stanislaw Cyganik
- Teofil Cyganik
- Tomasz Cymerman
- Tadeusz Cypka
- Jacek Cyzio
- Piotr Czachowski
- Henryk Czarnik
- Henryk Czech
- Sylwester Czereszewski
- Dariusz Czerniawski
- Dariusz Czykier
- Aleksander Czyzewski

## D
- Adam Dabrowski
- Wladyslaw Dabrowski
- Daniel
- Andrzej Danielowski
- Rafal Debinski
- Iñaki Descarga
- Kazimierz Deyna
- Herbert Dick
- Blazej Dittmann
- Veselin Djokovic
- Kazimierz Doktor
- Fangzhuo Dong
- Wlodzimierz Dorobek
- Anatoli Doros
- Edward Drabanski
- Miroslav Dreszer
- Jaroslaw Dubaj
- Dariusz Dudek
- Celestyn Dzieciolowski
- Dariusz Dziekanowski
- Leszek Dzielakowski

## E
- Martins Ekwueme
- Élton
- Rowland Eresaba
- Jan Erlich

## F
- Łukasz Fabiański
- Adam Fedoruk
- Zdzislaw Filipiak
- Ryszard Florczyk
- Stanislaw Foltyn
- Kazimierz Frackiewicz
- Adam Fraczczak
- Klemens Frankowski

## G
- Leon Gabrysiak
- Zygmunt Gadecki
- Robert Gadocha
- Manuel García
- Krzysztof Gawara
- Jan Gawronski
- Stanislaw Gburzynski
- Edward Geiger
- Marjan Gerasimovski
- Ahmed Ghanem
- Giuliano
- Piotr Giza
- Wilhelm Glajcar
- Andrzej Glowacki
- Franciszek Glowacki
- Adam Gmitrzuk
- Jacek Gmoch
- Arkadiusz Gmur
- Janusz Gogolewski
- Waldemar Gora
- Kazimierz Górski
- Maciej Górski
- Maciej Gostomski
- Michal Gottwald
- Kamil Grosicki
- Wladyslaw Grotynski
- Jozef Gruszka
- Stanislaw Grzadziel
- Jozef Grzbiela
- Bartlomiej Grzelak
- Zbigniew Grzesiak
- Andrzej Grzeskowiak
- Henryk Grzybowski
- Robert Grzywocz
- Roger Guerreiro
- Rudi Gusnic

## H
- Henryk Hajduk
- Roman Hlywa
- Wojciech Hodyra
- Michal Hubník
- Hugo
- Michal Hurlo

## I
- Krzysztof Iwanicki
- Leszek Iwanicki
- Maciej Iwański

## J
- Wieslaw Jablonowski
- Jerzy Jagiello
- Wojciech Jagoda
- Marcin Jałocha
- Paweł Janas
- Dawid Janczyk
- Longin Janeczek
- Maciej Janiak
- Andrzej Jankowski
- Edward Jankowski
- Tomasz Jarzebowski
- Roman Jaworski
- Artur Jedrzejczyk
- Jaroslaw Jedynak
- Klaus Jerominek
- Zygmunt Jesionka
- Jan Jezewski
- Leszek Jezierski
- Tomasz Jodłoviec
- Ernest Joschke
- Josué Pesqueira
- Marek Jozwiak
- Junior
- Mieczyslaw Jutkowiak

## K
- Jacek Kacprzak
- Zbigniew Kaczmarek
- Pawel Kaczorowski
- Aleksander Kahane
- Zbigniew Kakietek
- Zygmunt Kalinowski
- Aleksandr Kanishev
- Zbigniew Kapron
- Jan Karaś
- Adam Karpinski
- Bartosz Karwan
- Jerzy Kasalik
- Henryk Kasperczak
- Jacek Kazimierski
- Dejan Kelhar
- Antoni Keller
- Henryk Kempny
- Tomasz Kiełbowicz
- Jan Klaczek
- Marcin Klatt
- Janusz Klimczewski
- Srđan Knežević
- Jozef Knys
- Józef Kohut
- Jozef Kokot
- Marek Kolecki
- Marcin Komorowski
- Marek Komosa
- Janusz Kopec
- Marian Koprowski
- Konrad Kornek
- Roman Korynt
- Wieslaw Korzeniowski
- Maciej Korzym
- Jakub Kosecki
- Roman Kosecki
- Jacek Kosmalski
- Jan Kosowski
- Marian Kostaniak
- Kacper Kostorz
- Stanislaw Kotkowski
- Edmund Kowal
- Wojciech Kowalczyk
- Wojciech Kowalewski
- Ireneusz Kowalski
- Jaroslaw Kowalski
- Tadeusz Kowalski
- Wladyslaw Kowalski
- Patryk Koziara
- Mieczyslaw Kozicki
- Igor Koziol
- Gerard Kozlik
- Pawel Kozub
- Joachim Krajczy
- Krzysztof Krajewski
- Konrad Krasowski
- Karol Krawus
- Stefan Kroczek
- Mieczyslaw Kruk
- Juliusz Kruszankin
- Waclaw Krzymowski
- Andrzej Krzystalowicz
- Jozef Kubera
- Stefan Kubera
- Andrzej Kubica
- Dariusz Kubicki
- Michał Kucharczyk
- Cezary Kucharski
- Robert Kucharski
- Dušan Kuciak
- Piotr Kuczynski
- Hubert Kulanek
- Panče Kumbev
- Artur Kupiec
- Leo Kurauzvione
- Marek Kusto
- Leszek Kuznowicz
- Bogdan Kwapisz

## L
- Marian Lachowicz
- Steeven Langil
- Marian Lanko
- Tomasz Łapiński
- Krzysztof Lason
- Andrzej Latka
- Wilhelm Latusinski
- Jerzy Leonardziak
- Jacek Lesiak
- Grzegorz Lewandowski
- Andrzej Limanowski
- Mariusz Lisowski
- Ryszard Lysakowski
- Zdzislaw Lyscarz

## M
- Konstantin Machnovskiy
- Edmund Madenski
- Jan Madry
- Jacek Magiera
- Horst Mahseli
- Adam Majewski
- Stefan Majewski
- Kamil Majkowski
- Jan Malkiewicz
- Łukasz Małkowski
- Zbigniew Mandziejewicz
- Manu
- Mieczyslaw Marcinski
- Stanislaw Markowski
- Henryk Martyna
- Kazimierz Materski
- Wieslaw Matyjek
- Wlodzimierz Maurer
- Tomasz Mazurkiewicz
- Stefan Menczak
- Bruno Mezenga
- Radoslaw Michalski
- Marcin Mieciel
- Stanislaw Mielech
- Stanislaw Mielniczek
- Łukasz Mierzejewski
- Zoran Mijanovic
- Leonard Miklaszewski
- Mieczyslaw Milczanowski
- Ryszard Milewski
- Henryk Miloszewicz
- Edson Miolo
- Andrzej Mlacki
- Miroslav Modzelewski
- Lech Montewski
- Zdzislaw Mordarski
- Piotr Mosor
- Thibault Moulin
- Piotr Mowlik
- Jan Mucha
- Frankline Mudoh
- Maciej Murawski

## N
- Jozef Nawrot
- Patrick Ndah
- Tomáš Necid
- Jerzy Nejman
- Feliks Niedziolka
- Wojciech Niemiec
- Marian Nowacki
- Zbigniew Nowacki
- Helmut Nowak
- Krzysztof Nowak
- Sebastian Nowak
- Tadeusz Nowak
- Alfred Nowakowski
- Marian Nowara
- Roman Nowicki
- Ajazdin Nuhi

## O
- Boguslaw Oblewski
- Waldemar Obrebski
- Zygmunt Ochmanski
- Vadis Odjidja-Ofoe
- Mirosław Okoński
- Waldemar Olecki
- Marian Olejnik
- Sergey Omelyanchuk
- Arkadiusz Onyszko
- Dariusz Opolski
- Jozef Oprych
- Julian Ordon
- Roman Oreshchuk
- Jerzy Orlowski
- Tomasz Orlowski
- Ransford Osei
- Krzysztof Ostrowski
- Moussa Ouattara

## P
- Wieslaw Pacocha
- Henryk Paczkowski
- Hubert Pala
- Adrian Paluchowski
- Wojciech Pedziach
- Ignacy Penconek
- Jacek Perzyk
- Egon Piechaczek
- Antoni Piechniczek
- Zygmunt Pieda
- Mariusz Piekarski
- Jan Pieszko
- Marian Piglowski
- Jerzy Piotrowski
- Leszek Pisz
- Mieczyslaw Pisz
- Zbigniew Plesnierowicz
- Boguslaw Plich
- Jerzy Podbrożny
- Eugeniusz Pohl
- Ernest Pol
- Feliks Polak
- Mirko Poledica
- Alfred Poloczek
- Mieczyslaw Ponsko
- Ludwik Poswiat
- Krzysztof Przala
- Henryk Przezdziecki
- Waclaw Przezdziecki
- Janusz Przybyla
- Jerzy Pulikowski
- Tadeusz Purschel
- Kazimierz Putek

## R
- Miroslav Radović
- Zygmunt Rajdek
- Krzysztof Ratajczyk
- Ryszard Robakiewicz
- Zbigniew Robakiewicz
- Piotr Rocki
- Marcin Roslon
- Stefan Rostowski
- Piotr Rowicki
- Slawomir Rutka
- Maciej Rybus
- Jakub Rzeźniczak

## S
- Marek Saganowski
- Artur Salamon
- Jan Samek
- Wiktor Samowicz
- Waclaw Sasiadek
- Maciej Sawicki
- Andrzej Sazonowicz
- Marian Schaller
- Jan Schmidt
- Henryk Serafin
- Rafal Siadaczka
- Krzysztof Siarkiewicz
- Krzysztof Siejko
- Mieczyslaw Siemierski
- Andrzej Sikorski
- Witold Sikorski
- Wieslaw Sitek
- Wojciech Skaba
- Marian Skoczek
- Henryk Skromny
- Kazimierz Skrzypczak
- Pawel Skrzypek
- Stanislaw Skwarczynski
- Jerzy Slaboszowski
- Stefan Sliwa
- Maciej Sliwowski
- Jerzy Slowinski
- Tomasz Smolarczyk
- Włodzimierz Smolarek
- Marcin Smolinski
- Franciszek Smuda
- Jacek Sobczak
- Tomasz Sobczak
- Stanislaw Sobczynski
- Krzysztof Sobieski
- Waldemar Sobkowiak
- Wladyslaw Sobkowiak
- Eugeniusz Sobolta
- Tomasz Sokolowski
- Tomasz Sokołowski
- Dariusz Solnica
- Wladyslaw Soporek
- Zdzislaw Sosnowski
- Mariusz Srutwa
- Stanislaw Stachura
- Władysław Stachurski
- Radostin Stanev
- Edward Stanford
- Ryszard Staniek
- Zbigniew Stawiszynski
- Tomasz Stefaniszyn
- Zygmunt Steuermann
- Henryk Stroniarz
- Zbigniew Stroniarz
- Edward Strycharz
- Marceli Strzykalski
- Wieslaw Surlit
- Łukasz Surma
- Stanko Svitlica
- Tadeusz Swicarz
- Albert Swietlik
- Ludwik Szaflarski
- Wojciech Szala
- Zenon Szalecki
- Sebastian Szałachowski
- Grzegorz Szamotulski
- Marek Szaniawski
- Maciej Szczesny
- Jerzy Szczeszak
- Edward Szczotkowski
- Mieczyslaw Szczurek
- Dariusz Szelag
- Grzegorz Szeliga
- Siergiej Szestakow
- Jakub Szumski
- Aleksander Szymanski
- Henryk Szymborski
- Edward Szymkowiak

## T
- Stanislaw Terlecki
- Teofil Terlecki
- Tito
- Jan Tomaszewski
- Andrej Tomczyk
- Adam Topolski
- Wojciech Trochim
- Antoni Trzaskowski
- Waldemar Tuminski
- Janusz Turowski

## U
- Tomasz Unton

## V
- Joel Valencia
- Ivica Vrdoljak
- Aleksandar Vuković

## W
- Roman Wachelko
- Grzegorz Wachowski
- Wilhelm Waksman
- Zygmunt Walasek
- Tadeusz Wasko
- Zdzislaw Wasowicz
- Jakub Wawrzyniak
- Dariusz Wdowczyk
- Grzegorz Wedzynski
- Sergiusz Wiechowski
- Jozef Wieczorek
- Tomasz Wieszczycki
- Ryszard Wilczynski
- Marcin Wlodarczyk
- Piotr Wlodarczyk
- Andrzej Wojciechowski
- Florian Wojciechowski
- Jaroslaw Wojciechowski
- Cezary Wojcik
- Eugeniusz Wojcik
- Franciszek Wojcik
- Ireneusz Wojcik
- Marek Wojdyga
- Jerzy Wojnecki
- Pawel Wojtala
- Maciej Wojtas
- Jerzy Wozniak
- Pawel Wozniak
- Radoslaw Wroblewski
- Leszek Wrona
- Boguslaw Wyparlo
- Witold Wypijewski
- Przemyslaw Wysocki
- Miroslaw Wyszomirski

## Y
- Moussa Yahaya

## Z
- Mieczyslaw Zajaczkowski
- Edward Zalezny
- Łukasz Załuska
- Lukasz Zaremba
- Kenneth Zeigbo
- Mariusz Zganiacz
- Edward Zielinski
- Jacek Zielinski
- Jozef Ziemian
- Jerzy Ziemski
- Edmund Zientara
- Dariusz Zjawinski
- Grga Zlatoper
- Janusz Zmijewski
- Stefan Zmudzki
- Roman Zub
- Waldyslaw Zukowski
- Andrzej Zygmunt
- Michał Żyro